# Renanthera
Renanthera är ett släkte av orkidéer. Renanthera ingår i familjen orkidéer.
Kladogram enligt Catalogue of Life:
| Renanthera | \| \| Renanthera annamensis \| \| \| \| \| \| Renanthera auyongii \| \| \| \| \| \| Renanthera bella \| \| \| \| \| \| Renanthera breviflora \| \| \| \| \| \| Renanthera chanii \| \| \| \| \| \| Renanthera citrina \| \| \| \| \| \| Renanthera coccinea \| \| \| \| \| \| Renanthera edelfeldtii \| \| \| \| \| \| Renanthera elongata \| \| \| \| \| \| Renanthera hennisiana \| \| \| \| \| \| Renanthera histrionica \| \| \| \| \| \| Renanthera imschootiana \| \| \| \| \| \| Renanthera isosepala \| \| \| \| \| \| Renanthera matutina \| \| \| \| \| \| Renanthera moluccana \| \| \| \| \| \| Renanthera monachica \| \| \| \| \| \| Renanthera philippinensis \| \| \| \| \| \| Renanthera pulchella \| \| \| \| \| \| Renanthera storiei \| \| \| \| \| \| Renanthera vietnamensis \| \| \| \| |
|            | \| \| Renanthera annamensis \| \| \| \| \| \| Renanthera auyongii \| \| \| \| \| \| Renanthera bella \| \| \| \| \| \| Renanthera breviflora \| \| \| \| \| \| Renanthera chanii \| \| \| \| \| \| Renanthera citrina \| \| \| \| \| \| Renanthera coccinea \| \| \| \| \| \| Renanthera edelfeldtii \| \| \| \| \| \| Renanthera elongata \| \| \| \| \| \| Renanthera hennisiana \| \| \| \| \| \| Renanthera histrionica \| \| \| \| \| \| Renanthera imschootiana \| \| \| \| \| \| Renanthera isosepala \| \| \| \| \| \| Renanthera matutina \| \| \| \| \| \| Renanthera moluccana \| \| \| \| \| \| Renanthera monachica \| \| \| \| \| \| Renanthera philippinensis \| \| \| \| \| \| Renanthera pulchella \| \| \| \| \| \| Renanthera storiei \| \| \| \| \| \| Renanthera vietnamensis \| \| \| \| |
|            | Renanthera annamensis |
|            | |
|            | Renanthera auyongii |
|            | |
|            | Renanthera bella |
|            | |
|            | Renanthera breviflora |
|            | |
|            | Renanthera chanii |
|            | |
|            | Renanthera citrina |
|            | |
|            | Renanthera coccinea |
|            | |
|            | Renanthera edelfeldtii |
|            | |
|            | Renanthera elongata |
|            | |
|            | Renanthera hennisiana |
|            | |
|            | Renanthera histrionica |
|            | |
|            | Renanthera imschootiana |
|            | |
|            | Renanthera isosepala |
|            | |
|            | Renanthera matutina |
|            | |
|            | Renanthera moluccana |
|            | |
|            | Renanthera monachica |
|            | |
|            | Renanthera philippinensis |
|            | |
|            | Renanthera pulchella |
|            | |
|            | Renanthera storiei |
|            | |
|            | Renanthera vietnamensis |
|            | |

## Bildgalleri

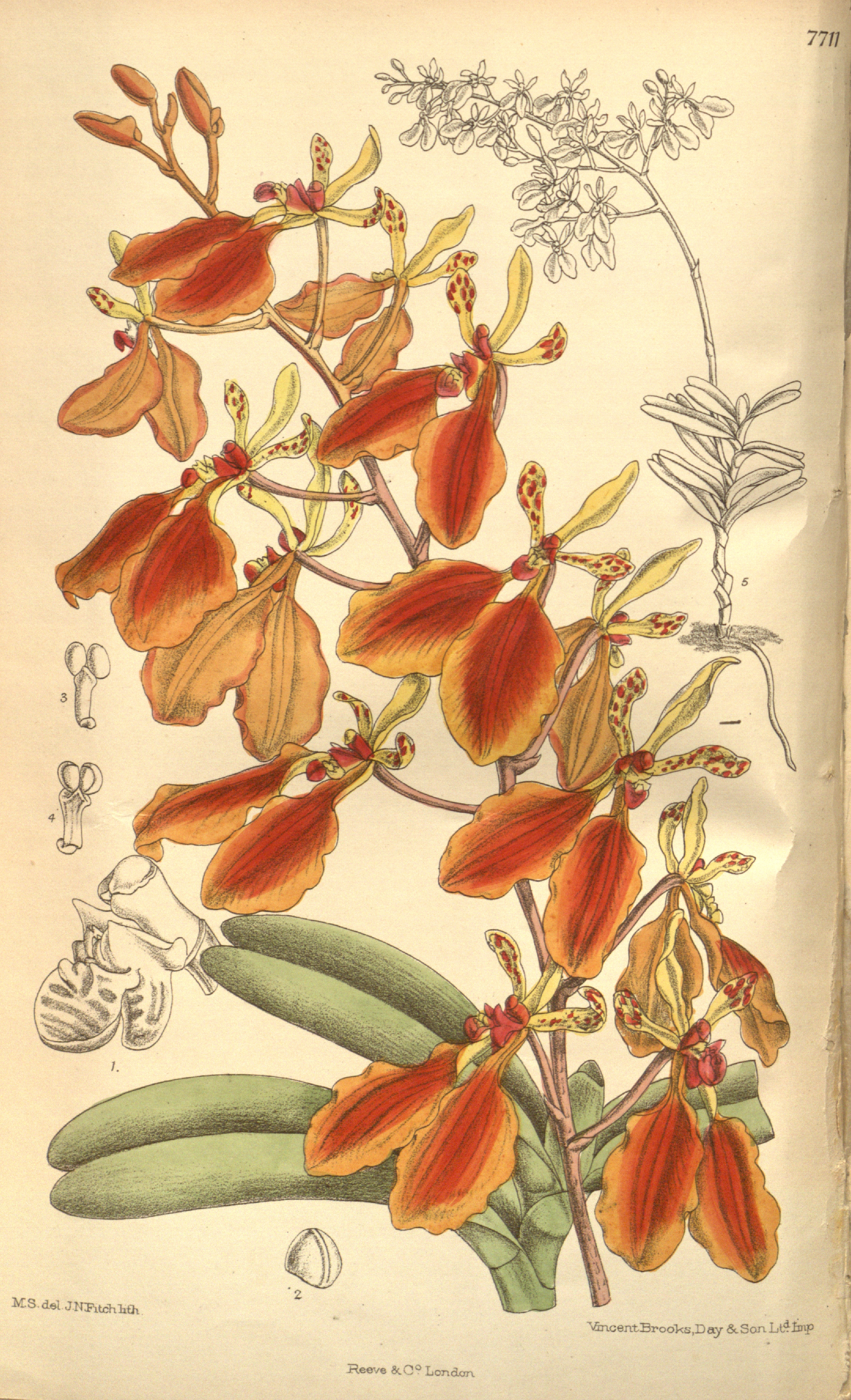
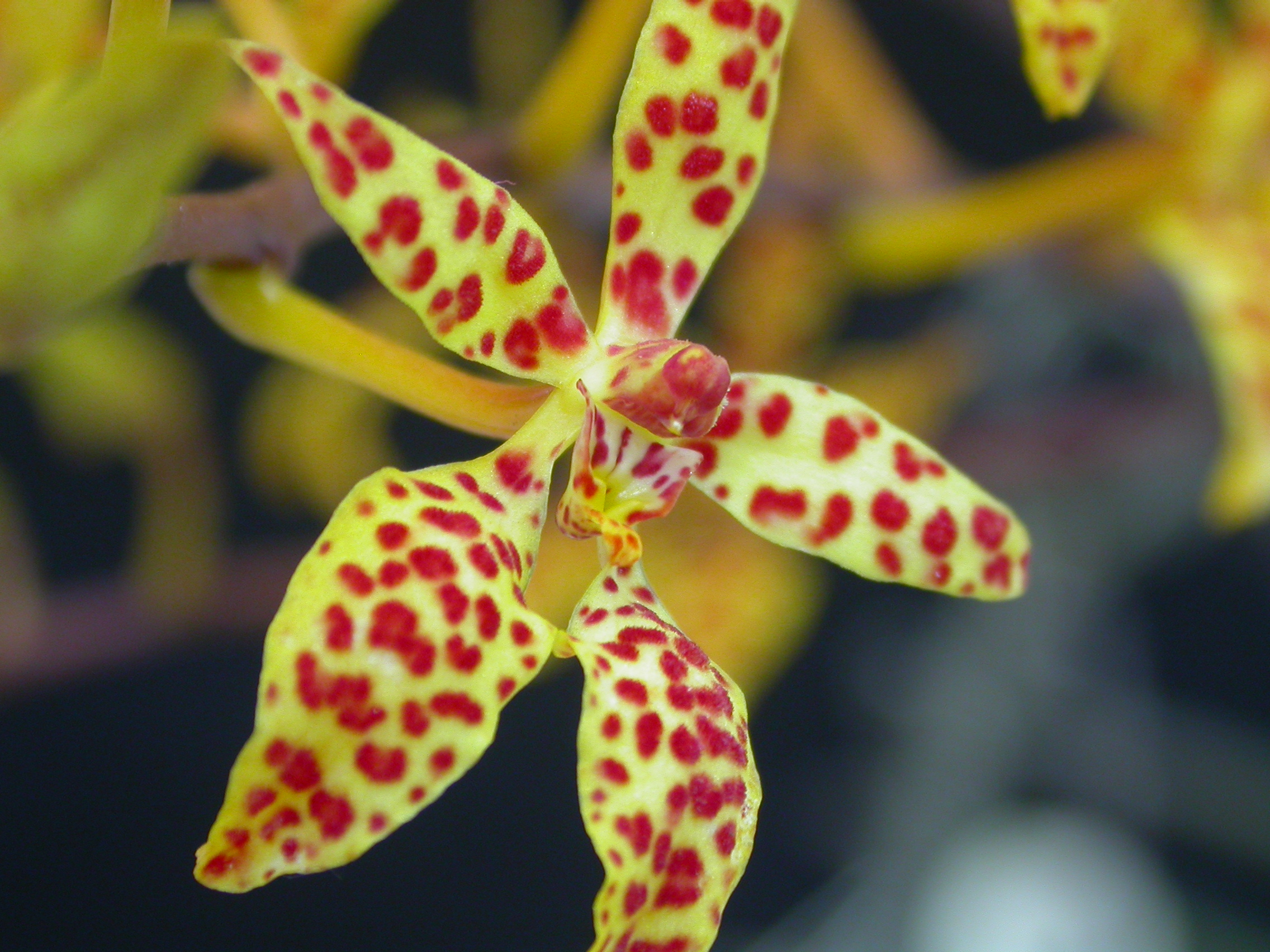
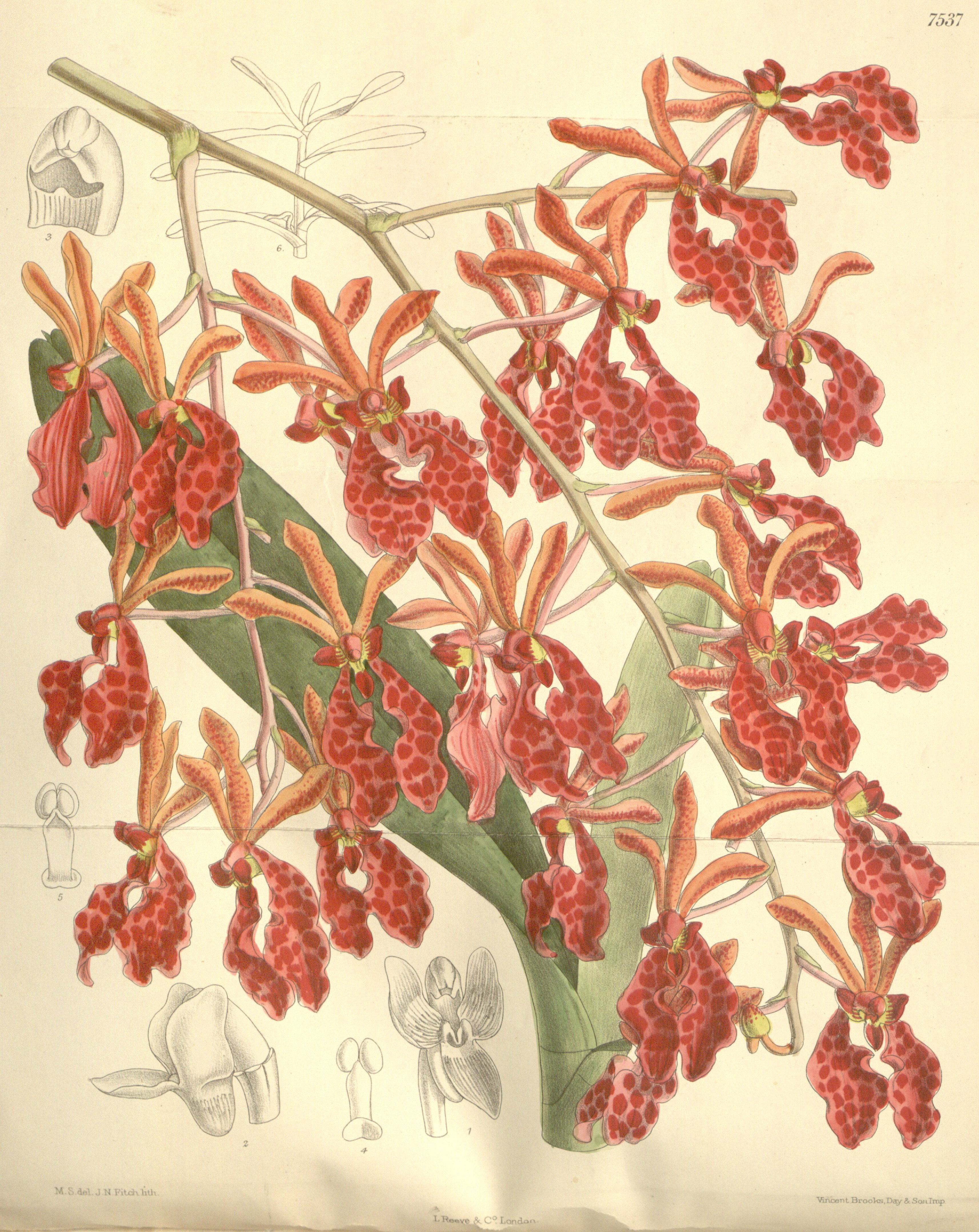
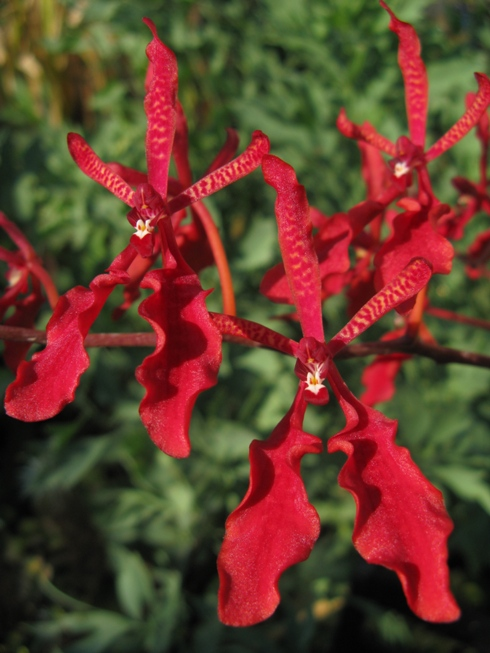
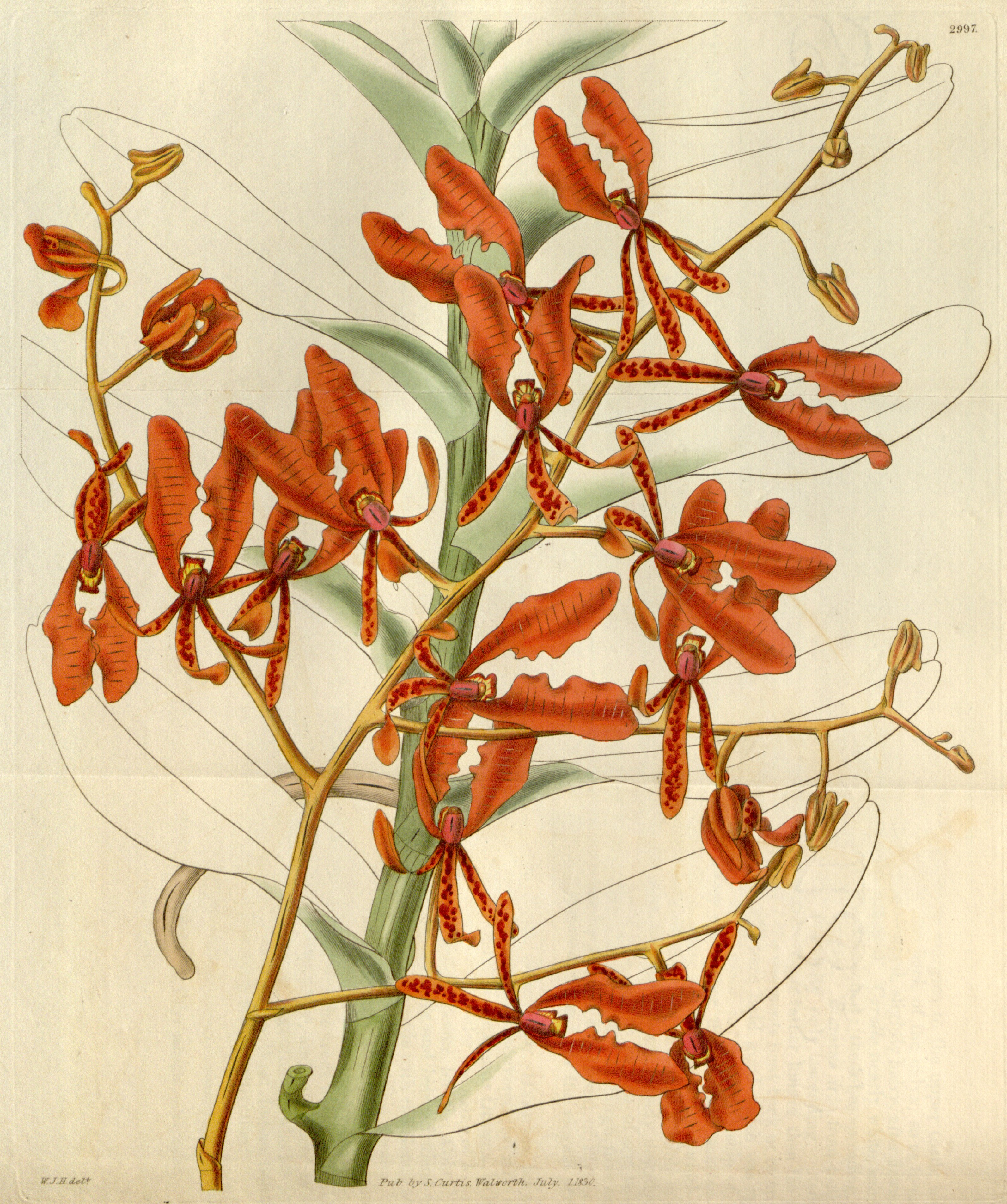